# Arnebia
- Commons
- Wikispecies

Arnebia é um género com cerca de 25 espécies pertencente à família Boraginaceae. Os seus membros são originários da Europa, Ásia e África.

## Lista de espécies
- Arnebia cana (Tzvelev) Czerep.
- Arnebia coerulea Schipcz.
- Arnebia decumbens (Vent.) Cosson & Kralik
- Arnebia densiflora Ledeb.
- Arnebia euchroma (Royle) I.M.Johnst.
- Arnebia fimbriata Maximowicz
- Arnebia guttata Bunge
- Arnebia hispidissima (Sprengel) DC.
- Arnebia linearifolia A. DC.
- Arnebia macrocalyx (Cosson & Kralik) Boulos
- Arnebia minima Wettst.
- Arnebia obovata Bunge
- Arnebia paucisetosa A.Li
- Arnebia szechenyi Kanitz
- Arnebia tibetana Kurz
- Arnebia tinctoria Forsskål
- Arnebia transcaspica Popov
- Arnebia tschimganica (B. Fedtschenko) G.L. Chu
- Arnebia tubata (Bertol.) Sam.
- Arnebia ugamensis (Popov) Riedl